# 霍罗多克市镇 (利沃夫州)
霍罗多克市级市镇（烏克蘭語：Городоцька міська громада）是乌克兰利沃夫州利沃夫区的一个市镇，行政中心为霍罗多克市。市镇面积为375.9平方公里，人口数量为39,691人（2021年估计）。

## 聚居点
该市镇包括一个城市（霍罗多克市）和38个村庄。